# 毒入りチョコレート事件
『毒入りチョコレート事件』（どくいりチョコレートじけん、The Poisoned Chocolates Case）は英国の作家アントニイ・バークリー作の推理小説である。1929年発表。日本では『新青年』の1934年8月号に「毒殺六人賦」の題名で初めて翻案が掲載された。

## あらすじ
バークリーのシリーズ探偵の一人である作家ロジャー・シェリンガムが率いる「犯罪研究会」に、スコットランド・ヤードのモレスビー首席警部から未解決の毒殺事件が報告される。この事件に対し、バークリーのもう一人のシリーズ探偵であるアンブローズ・チタウィックを含む同研究会の面々が推理合戦を繰り広げる。
犯罪研究会の6名は一週間かけて各個独自の捜査を行い、翌週毎日一人ずつ推理を発表することになった。提出された推理は7件で、警察と合わせると、一つの事件に対して8件の推理がもたらされることになった。
以前より、複数探偵による多重解決という趣向はあったものの本作に置いてバークリーはそれを徹底した。
それぞれの推理は、探偵の職業や性格、立場をよく反映している。例えばシェリンガムは女性に比較的同情的で、想像力に富む。ダマースはフロイト流心理描写の得意な作家とされている。弁護士の推理は即物的で、ブラッドレーの推理は推理小説マニア的である。

## 主な登場人物
- ユーステス・ペンファーザー卿：ロンドンのクラブで新製品の試作品という触れ込みのチョコレートを受け取る。
- ベンディックス：ペンファーザー卿から譲り受けたチョコレートを（毒入りとは知らずに）夫人と共に食べるが一命を取り留める。
- ベンディックス夫人：毒入りチョコレートを食べて死亡する。
- モレスビー警部：スコットランド・ヤードの首席警部。未解決の本件を犯罪研究会に持ち込む。

### 犯罪研究会
- ロジャー・シェリンガム：作家。犯罪研究会の会長
- チャールズ・ワイルドマン卿：刑事弁護士
- フィールダー・フレミング：劇作家
- モートン・ハロゲイト・ブラッドレー：推理作家
- アリシア・ダマーズ：小説家
- アンブローズ・チタウィック

## 訳書
- 『毒入りチョコレート事件』（加島祥造訳、新潮文庫） 1963
- 『毒入りチョコレート事件』（高橋泰邦訳、東京創元社） ISBN 4-488-12301-5

本稿の固有名詞の表記は作者名を除き同書に従う。